# Falkarinol
Falkarinol – organiczny związek chemiczny z grupy alkoholi. Zawiera sprzężone ugrupowanie diynowe (dwa sąsiadujące wiązania potrójne) oraz drugorzędową grupę hydroksylową (budowa falkarinolu została potwierdzona w 1982 roku). Występuje między innymi w żeń-szeniu właściwym i pięciolistnym, bluszczu pospolitym, marchwi i selerze korzeniowym.
Znajduje zastosowanie w fitoterapii. Badania na szczurach przeprowadzone przez naukowców z Uniwersytetu w Newcastle we współpracy z naukowcami duńskimi wskazały, że falkarinol może redukować ryzyko rozwoju raka. W większych stężeniach (np. w bluszczu) może wywoływać reakcje alergiczne (kontaktowe zapalenie skóry).
Wraz z falkarindiolem został umieszczony przez National Cancer Institute w Stanach Zjednoczonych na liście naturalnych związków o działaniu przeciwnowotworowym.